# Ospedale della Santissima Trinità degli Incurabili
L'ospedale della Santissima Trinità degli Incurabili era un ospedale di Firenze fondato nel 1520 e attivo fino al XIX secolo e poi destinato ad altri usi.

## Storia
A Firenze l'ospedale ebbe sede in via San Gallo, una strada ricca di istituzioni simili, e fu fondato il 23 marzo 1520, con un aiuto da parte della repubblica fiorentina che gli assegnò subito una rendita annuale di 300 lire (prese dai proventi della Dogata) e dieci staia di sale per la cura delle pustole. La prima sede provvisoria fu a ridosso di porta San Gallo, nell'ospedale di Santa Caterina dei Talani, per gli uomini, e di San Rocco per le donne. Poco tempo dopo, grazie ad alcuni benefattori, ottenne tre case e un orto dirimpetto alla chiesa di San Giovannino dei Cavalieri, su cui fu costruita la prima sede, in seguito gradualmente ingrandita, fino ad ottenere il titolo di arcispedale. Una sede fuori le mura si trovava anche al Bandino, lungo l'attuale via di Ripoli, ed era detta lo "Spedaluzzo", ancora oggi indicato da un pietrino presso la piazza del Bandino.

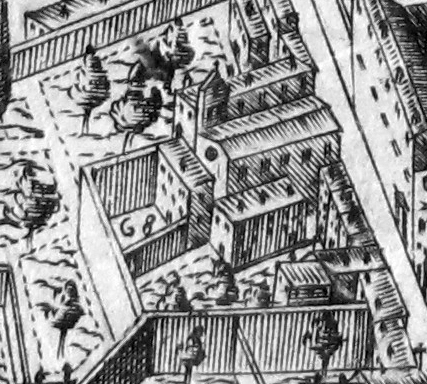
L'ospedale nella pianta del Bonsignori (1584)

Nella generale riorganizzazione e razionalizzazione degli istituti ospedalieri fiorentini, gli Incurabili vennero soppressi da Pietro Leopoldo l'8 agosto 1781. I loro beni vennero incamerati dal vicino ospedale Bonifacio. Con l'apertura di via Camporeggi, i resti dell'ospedale vennero trasformati in civili abitazioni (nn. 75 e 77), messe a pigione per ottenere ricavi: a quell'epoca risale l'apposizione, sulle roste in ferro battuto sopra i portali, degli stemmi dell'ospedale Bonifacio con l'Agnus Dei, tuttora visibili.

L'ospedale aveva una casa in via di Pellicceria, segnata da un pietrino ricordato da Francesco Bigazzi (1887) e demolita di lì a poco col Risanamento del Mercato Vecchio, per far spazio al palazzo delle Poste Centrali.

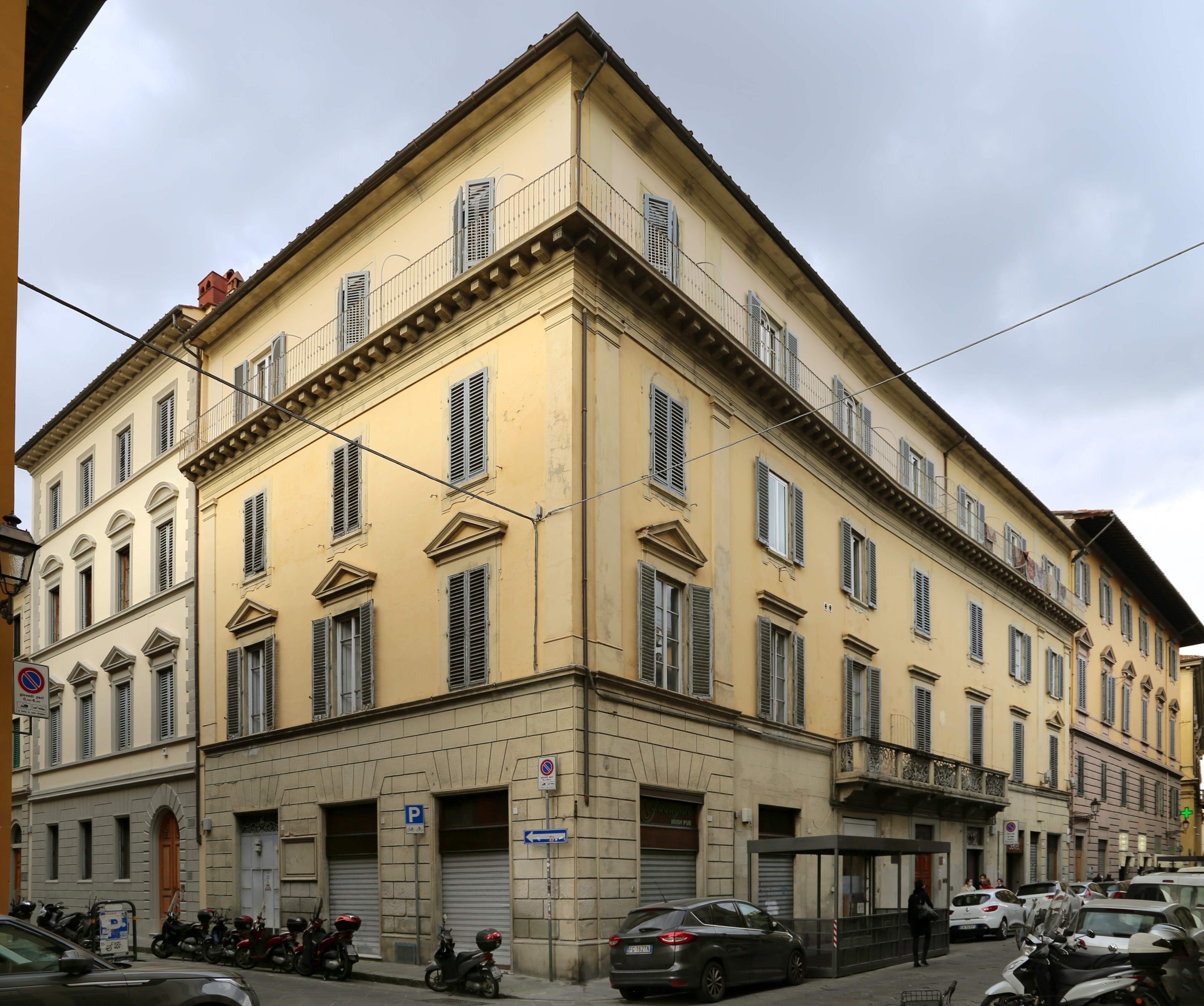
Il secondo edificio

## Contesto
La sifilide si diffuse in tutta Italia dal 1496 al passaggio dell'esercito francese di Carlo VIII: da allora venne chiamato con più nomi, quali "mal francese", "lue celtica", "bolle franciose", "mal di Napoli" (poiché i soldati erano di ritorno da Napoli). Prima della scoperta della penicillina non si conoscevano rimedi a tale malattia, che aveva un decorso lento e inesorabile, fatto di vari stadi via via più gravi. Per questo gli afflitti venivano chiamati "gli Incurabili", e al pari dei lebbrosi e dei malati di peste erano spesso rifiutati dagli altri ospedali. A parziale rimedio di un problema che ormai affliggeva tutta la società, si iniziarono allora a creare delle istituzioni caritatevoli ispirate al Vangelo e alle predicazioni di fra Callisto da Piacenza, rette da confraternite che aiutassero gli ammalati di mal francese e degli altri "incurabili", con l'eccezione dei lebbrosi e degli appestati per i quali esistevano già gli appositi lazzaretti di isolamento.

## Vita dell'ospedale
Nel periodo di massimo splendore l'ospedale era composto da una corsia per i degenti, riscaldata da due camini, una medicheria, una spezieria, un refettorio, alcuni luoghi comuni di servizio (parlatorio, arsenale, cucina, granaio, stanza del bucato, forno, "gallinaio", gabinetti), una stanza dello scrivano, una per i Cappuccini, una per i fattori, una camera dell'Udienza, un oratorio, dotato di sagrestia e stanzetta del confessore, un orto, un bindolo, le cantine e una stalla.
Per la cura degli ammalati si ricorreva alla tecnica dell'affumicamento per far seccare le piaghe, con le frizioni di olio rosato e trementina, poi, dal 1533, col "medicamento del legno", che consisteva nell'applicazione di una tintura ricavata dall'albero del guaiaco, proveniente dall'America centrale, spalmata dopo una leggera cauterizzazione per scottatura delle ferite.

## Stemma

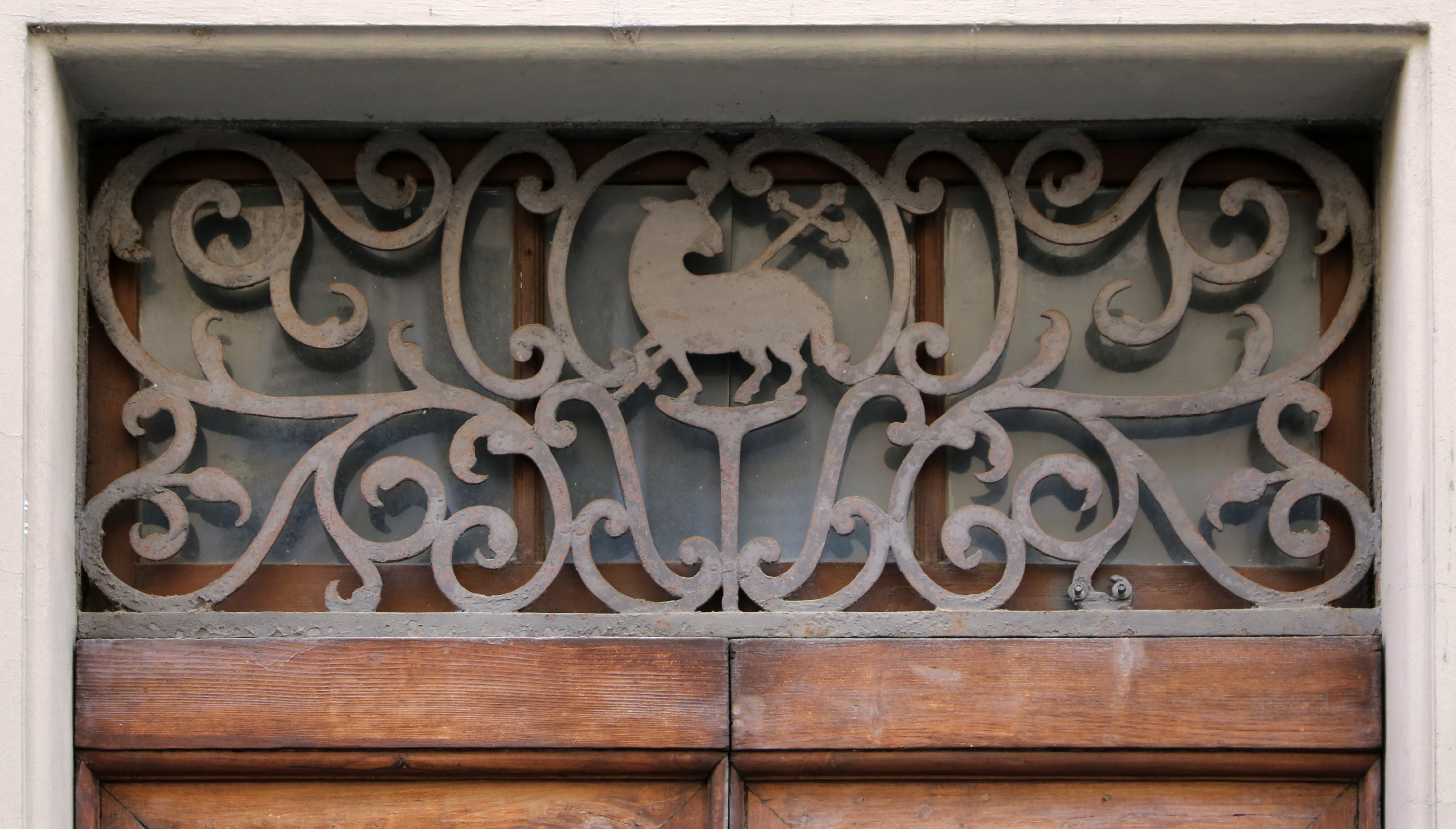
Lo stemma dell'Agnus Dei su una delle grate degli edifici attuali

Lo stemma dell'istituto aveva le iniziali ADI ("Arcispedale degli Incurabili") ordinate in fascia su campo rosso.

## Opere già agli Incurabili
- Matteo Rosselli, Ultima Cena, 1615-1625, oggi nel convento delle Oblate Ospitaliere Francescane di Monna Tessa